# Енгус I
Енгус I мак Фергус (Óengus mac Fergusso; ? — 761) — король Піктії у 732-761 роках. Став засновником нової династії.

## Життєпис

### Боротьба за владу
Енгус є ірландським варіантом імені короля. У піктів звався Онуйстом. Був сином знатного пікта Вургуйста (ірландською — Фергуса). Про молоді роки мало відомостей. За однією з версій був членом клану Еогнахту з королівства Мюнстер.
У 728 році після повстання колишнього короля Нехтона III проти правлячого Алпіна I, Енгус мак Фергус втрутився у боротьбу за владу. Ще одним претендентом став інший колишній король Друст VII.
Спочатку Енгус вступив у союз з Нехтоном III. 728 року завдав значної поразки військам Алпіна I у битві при Монах-Кребі (десь на південь від Перта). Енгус дозволив Нехтону III остаточно здолати Алпіна I. У тому самому році Нехтон і Алпін зійшлися в битві в місці, яке називалося Каслен-Креді, в якій Алпін I зазнав повної поразки й втік до Дал Ріади. Нехтона III знову оголошено королем.
У 729 році Енгус вступив у конфлікт з королем Нехтоном III, якому завдано поразки у битві при Моніт-Карно поблизу озера Логда. Того ж року — 12 серпня — у битві при Дрома Дерг Блатнуг завдав поразки військам Друста VII, який загинув. Після цього він став фактичним правителем піктів при номінальному володарюванні Нехотона III до 732 року.

### Панування
У 732 році вступив на трон. Першим кроком стало підтвердження мирного договору з королівством Нортумбрія. Водночас вступив у конфлікт з королівством Дал Ріади, де сховався колишній піктський король Алпін I. Ще у 731 році Бруде, син Егнуса I, здійснив успішний похід до Дал Ріади. Втім у 733 році Дунган, син Селбаха, з області Лорн в Дал Ріаді, взяв у полон Бруде, коли той перебував у святилище на острові Торі. Того ж року помер король Еохайд III. На деякий час королем Дал Ріади став Алпін, колишній король Піктії. Втім того незабаром повалили, а Дал Ріади поділено між Дунгалом мак Селбахом та Муїредахом мак Айнбкеллайхом у сучасній Шотландії, й Індрехтахом мак Фіаннамаєм в Ольстері.
Скориставшись цим послабленням Дал Ріади, Енгус I вирішив підкорити це королівство. У 734 році він зруйнував фортецю Дал Ріади — Дун-Летфінн і поранив Дунгана мак Селбаха, який втік до Ірландії. У ході кампанії 734 року син дал-ріадського короля Еогана був узятий у полон поблизу Дуноллі, важливої фортеці Дал Ріади.
У 736 році Енгус I здійснив новий похід проти Дал Ріади, де захопив фортеці Дунадд і Крейк. Того ж року переміг Дунгала мак Селбаха, що повернувся з Ірландії. Король піктів наказав стратити Дунгала та його брата Ферадаха. Але того ж року загинув син Енгуса I — Бруде (обставини цього достеменно невідомі). Водночас інший син короля Піктії — Талорган завдав у битві в області Калатросс військам Муїредаха мак Айнбкеллайха, який загинув.
На деякий час конфлікти з Дал Ріадою припинилися, новий король останньої — Еоган мак Муйредах — визнав зверхність Піктії. Втім у 739 році Егнус I знову рушив проти скотів, король яких Еоган виявив самостійність. Пікти перемогли війська останнього, а самого короля Дал Ріади схоплено. За наказом Егнуса I Еогана мак Муйредаха страчено через утоплення.
У 740 році в час боротьби піктів зі скотами, проти Піктії виступив Едберт, король Нортумбрії, який спробував завоювати Лотіан. Втім завдяки союзу з Етельбальдом, королем Мерсії, Егнусу I вдалося відбити напад ворога.
У 741 році Енгус I зіткнувся з останнім королем розділеного королівства Дал Ріада. У двох битвах, що відбулися в Ольстері, де було переможено Індрехтаха мак Фіаннамая, який загинув. Тим самим приєднав Дал Ріаду до своїх володінь.
Слідом за цим піктський король став готуватися до завоювання бриттського королівства Стратклайд, підтвердивши союз з Мерсією. 743 року в союзі з Етельбальдом, королем Мерсії, та Кутредом, королем Вессексу, рушив проти Стратклайда, де панував король Теудебур ап Белі.
Але у 744 році до володінь Егнуса I вдерся Еадберхт Нортумбрійський, але битва завершилася без перемоги жодної зі сторін. Надалі сприяв Мерсії у підкоренні Вессекса. Втім у 750 році король Кутред повалив владу Мерсії. Це спричинило розвал союзу Егнуса I з цими англосакськими королівствами. Того ж року Егнус I у битві при Мокетавк (поблизу сучасного міста Мілнгеві) зазнав важкої поразки від військ бриттів Теудебура, в якій загинув брат Талорган.
У 756 році Енгус I уклав союз з Нортумбрієй. Він і король Еадберхт виступили проти столиці Стратклайда — фортеці на скелі Дамбартон. Спочатку їм вдалося досягти значного успіху, і 1 серпня вони змусили бриттів на чолі з Думнагуалом III укласти з ними договір. Але вже 11 серпня майже все військо союзників було знищено.
Після цієї невдачі Егнус I припинив активну зовнішню політику, продовжуючи контролювати Піктію та усю Дал Ріаду. Помер у 761 році, після чого владу успадкував його брат Бруде.